# Jean-Bernard Restout
Jean-Bernard Restout (Parigi, 22 febbraio 1732 – Parigi, 18 luglio 1797) è stato un pittore e disegnatore francese.

## Biografia

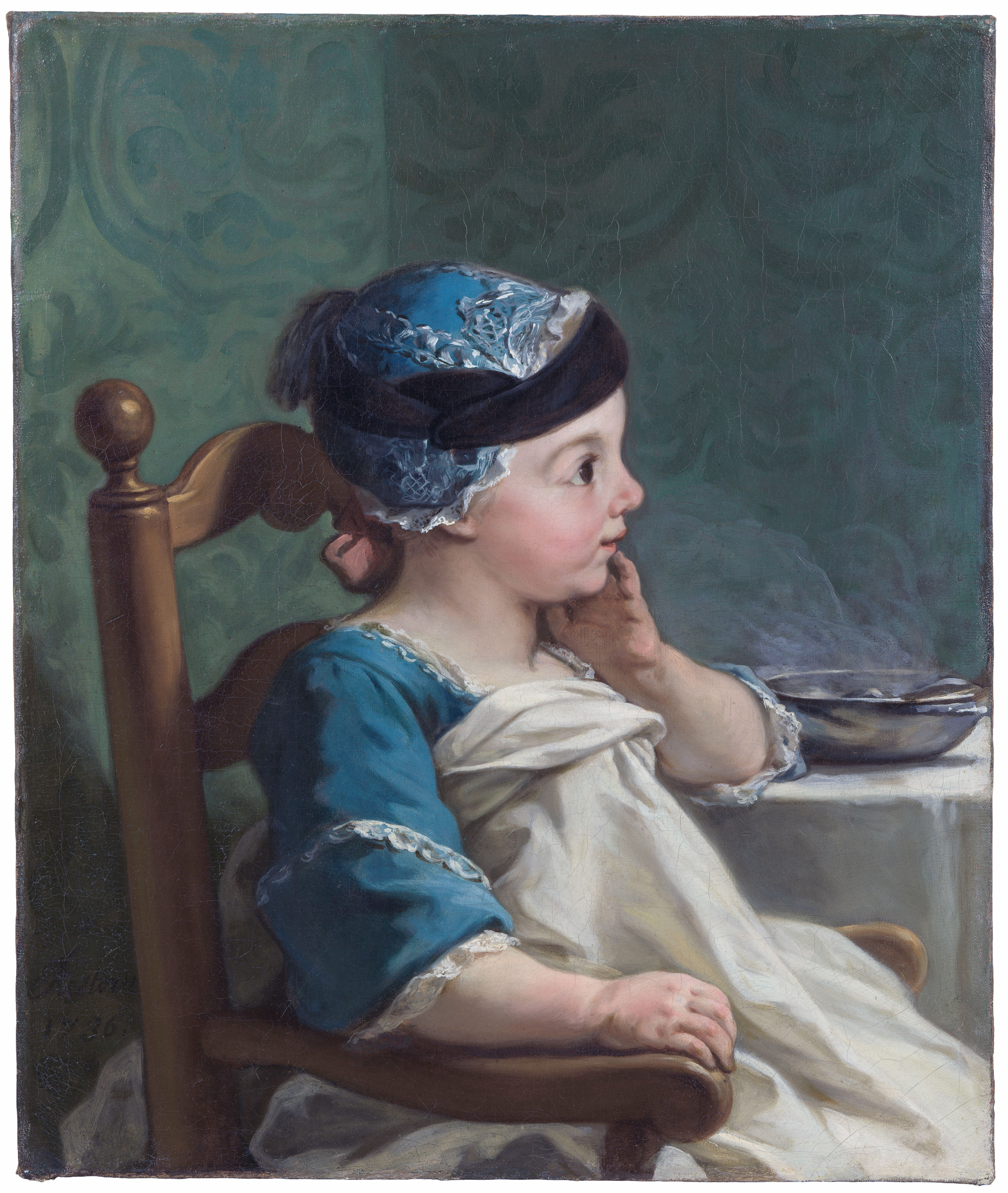
Restout a quattro anni ritratto dal padre, Jean Restout (1736)

Jean-Bernard apparteneva a una stirpe di pittori normanni, i Restout, ed era figlio del pittore Jean Restout, di cui fu allievo. Vinse il Prix de Rome nel 1758 per un dipinto basato sul tema di Abramo conduce Isacco per offrirlo in sacrificio, e poi trascorse un periodo in Italia dal 1761 al 1765.
In un primo momento ebbe difficoltà a staccarsi dall'influenza schiacciante del padre. Poi, con il passare degli anni, costruisce un corpus di opere piuttosto singolare: non si colloca né agli inizi del neoclassicismo né alla fine del rococò, ma esattamente a metà tra i due, avvicinandosi a Jean-Baptiste Greuze e al suo modo di trattare il tema di petto (come nel suo Diogene). Anche il grande amico del padre, il pittore Quentin de La Tour, gli impartì lezioni di pastello, come egli stesso cita nel suo primo testamento del novembre 1768.
Al suo ritorno dall'Italia fu ammesso all'Académie royale de peinture e nel 1766, in risposta a una commissione reale, eseguì una serie di quattro piani di porte sul tema delle quattro stagioni per la sala dei giochi del Castello di Bellevue.
Fu accettato come pittore di storia all'Académie il 25 novembre 1769, quando presentò un dipinto intitolato Filemone e Bauci ospitano Giove e Mercurio. Denis Diderot, nei suoi Salons del 1771, ne diede un giudizio severo: “Debole nel colore, senz'armonia, senza interesse. Un Mercurio ignobile, un Giove di bassa statura con brutte braccia da bambino; troppo severo; un Mercurio rozzo; un brutto fondo”. Il critico d'arte del Journal Encyclopédique, invece, scrisse che "questo pezzo non è minimamente interessante. Proprio per questo motivo, questo soggetto spesso trattato presentava molte difficoltà. Monsieur Restout è comunque riuscito a rendere nuova questa scena, grazie alla felice disposizione dei personaggi. Il suo Giove ha nobiltà...".
Espone spesso al Salon di Parigi tra il 1767 e il 1771 e di nuovo nel 1791. Voleva essere nominato professore assistente all'Académie nel 1771, ma gli fu rifiutato il posto quando espose al Salon di quell'anno La presentazione al tempio, che sconvolse la giuria. Questo fatto segnò la sua opposizione al giogo delle istituzioni. Nel dicembre 1789 pronunciò un discorso contro l'Académie in cui sosteneva la “libertà del genio” e lo scioglimento dell'istituzione; questo segnò l'inizio del suo impegno durante gli anni rivoluzionari.
È noto altresì per i suoi ritratti e allegorie in acqueforti dai tratti vigorosi (1764, 1771).
Il suo ritratto di Solimano Aga del 1777, dipinto durante la sua visita d'ambasciata a Parigi, preannuncia l'orientalismo ottocentesco con il suo approccio realistico e quasi psicologico al pascià. Sebbene fosse ancora influenzato dall'esotismo orientale di François Boucher e van Loo nella prima metà del XVIII secolo, Restout tendeva ad allontanarsi dalle false turqueries.
Durante la Rivoluzione, fu presidente della Comune delle arti, che si batté con il suo fondatore David per l'abolizione dell'Académie. Fu poi nominato commissario della sezione delle Tuileries da Roland, allora direttore del Garde-Meuble della Corona, e fu in questa veste che sigillò l'edificio tre settimane prima del furto del Garde-Meuble (avvenuto dall'11 al 16 settembre 1792, ma scoperto successivamente). Ciò gli costò quasi la vita durante il Terrore, quando Roland e i suoi amici furono coinvolti retroattivamente nell'affare. Sospettato, fu imprigionato a Saint-Lazare, per poi essere rilasciato con la caduta di Robespierre il 27 luglio 1794. Durante la prigionia dipinse il suo autoritratto, l'unico di cui si abbia notizia. Morì tre anni dopo, nel 1797.
Membro dell'Accademia di Rouen come il padre, Jean-Bernard Restout possiede un inventario di opere recente, che ammonta a quasi 150 dipinti, oltre a disegni, pastelli e incisioni.

## Galleria d'immagini

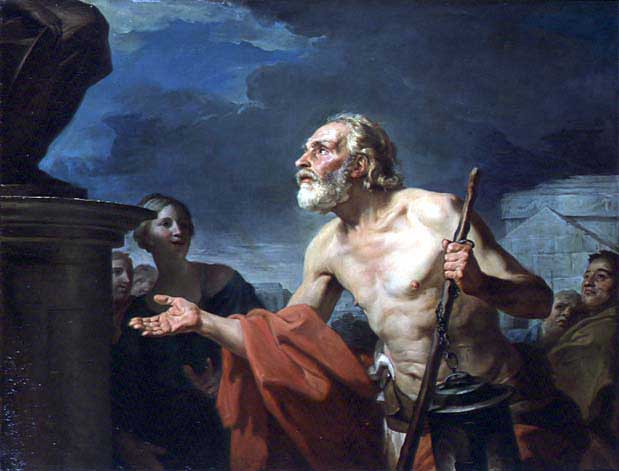
Diogene chiede l'elemosina, 1767, Tolosa, Musée des Augustins
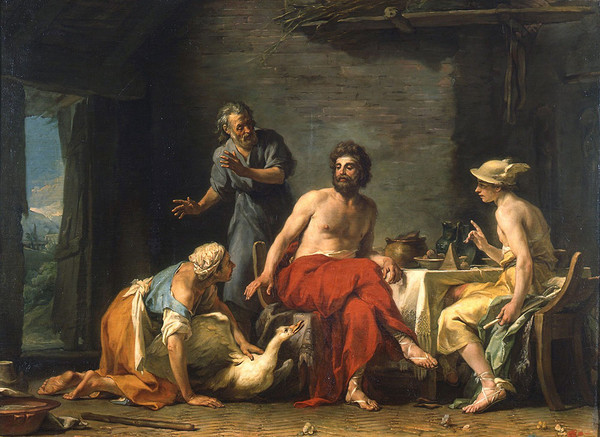
Filemone e Bauci ospitano Giove e Mercurio, 1769, Tours, Museo di Belle arti
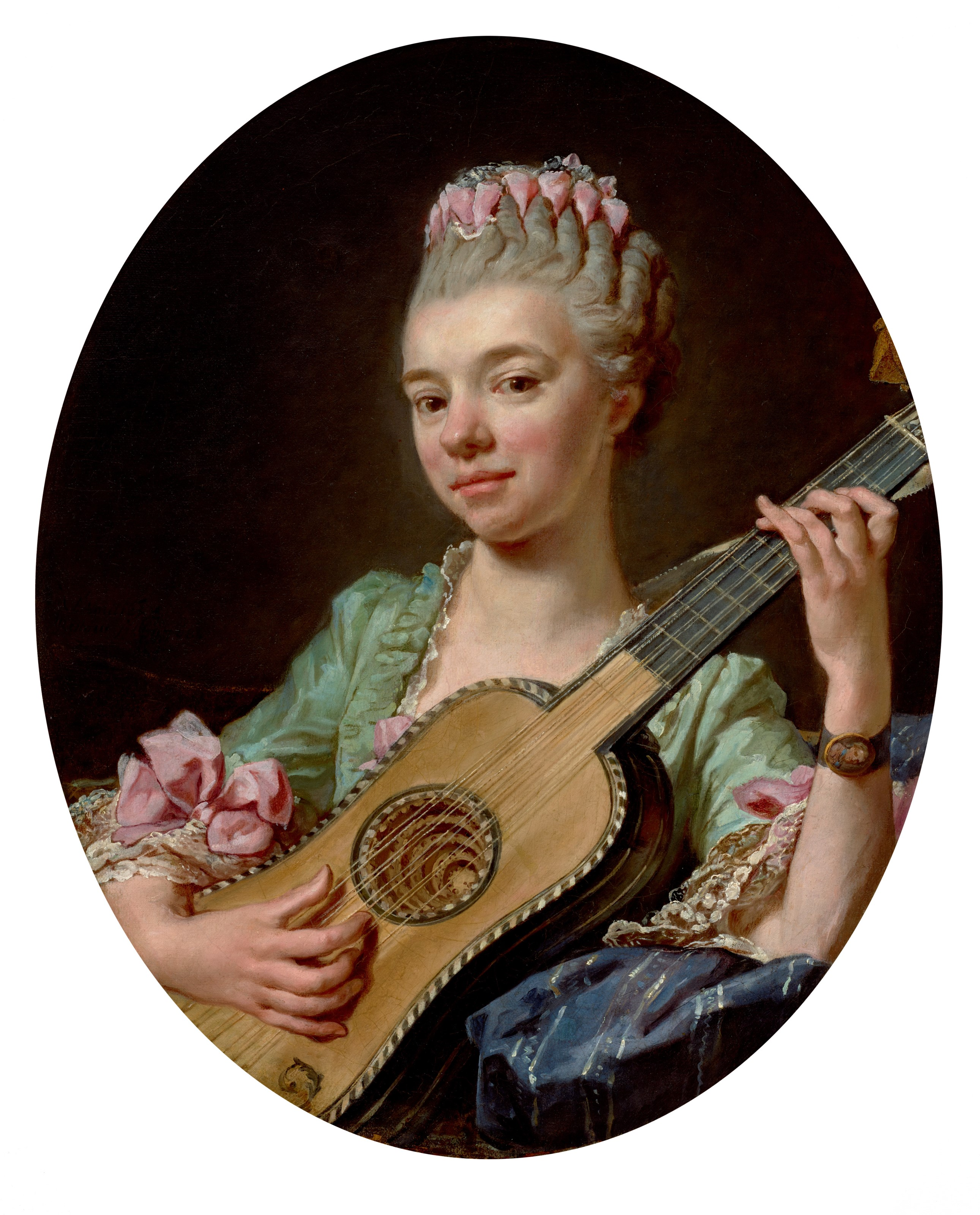
Fanciulla con chitarra, 1768, Houston, Museo delle Belle arti
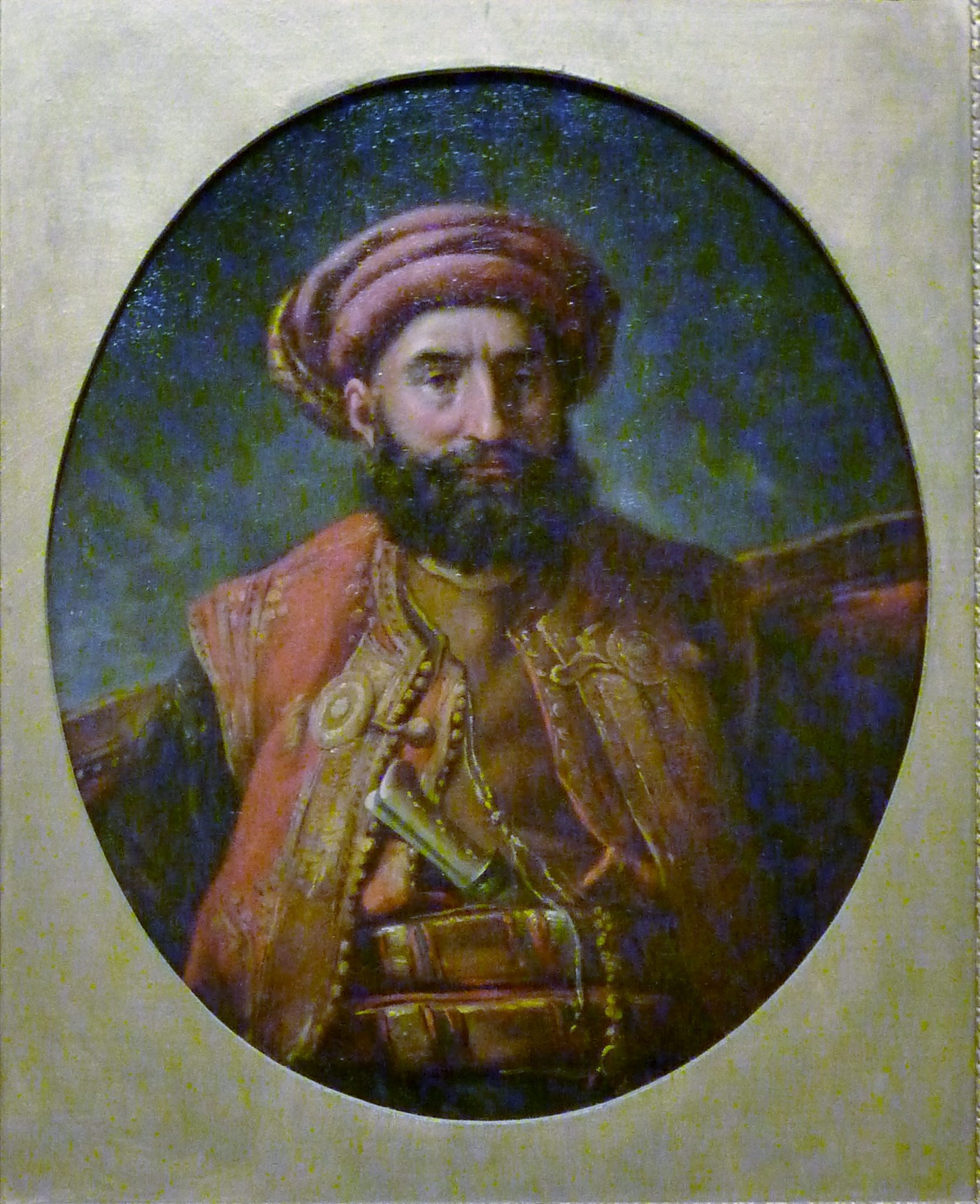
Ritratto di Suleiman Aga, 1777, Quimper, Museo delle Belle arti
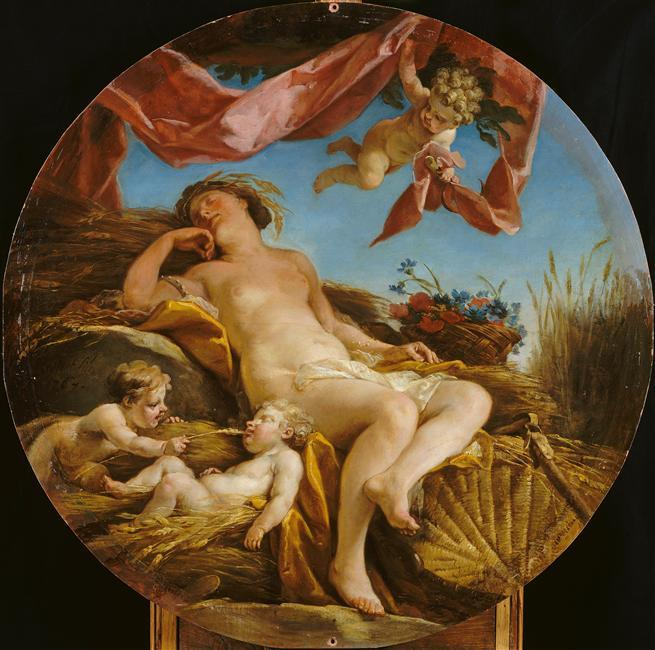
L'estate
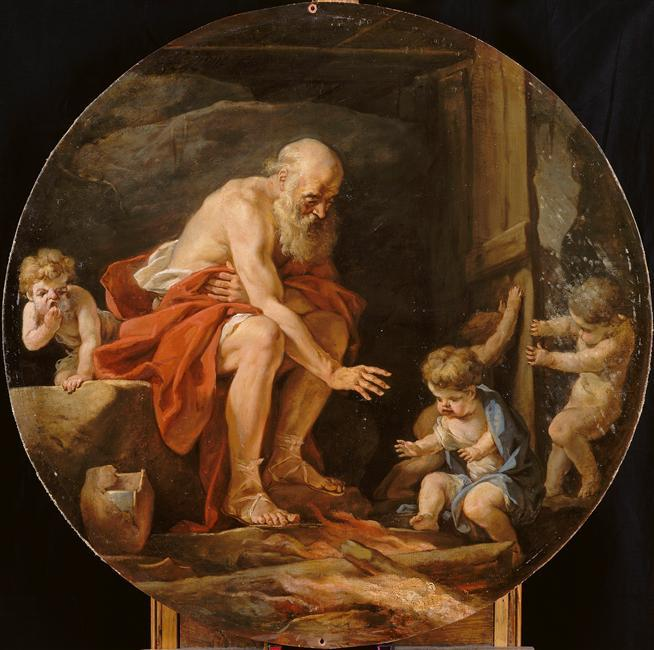
L'inverno
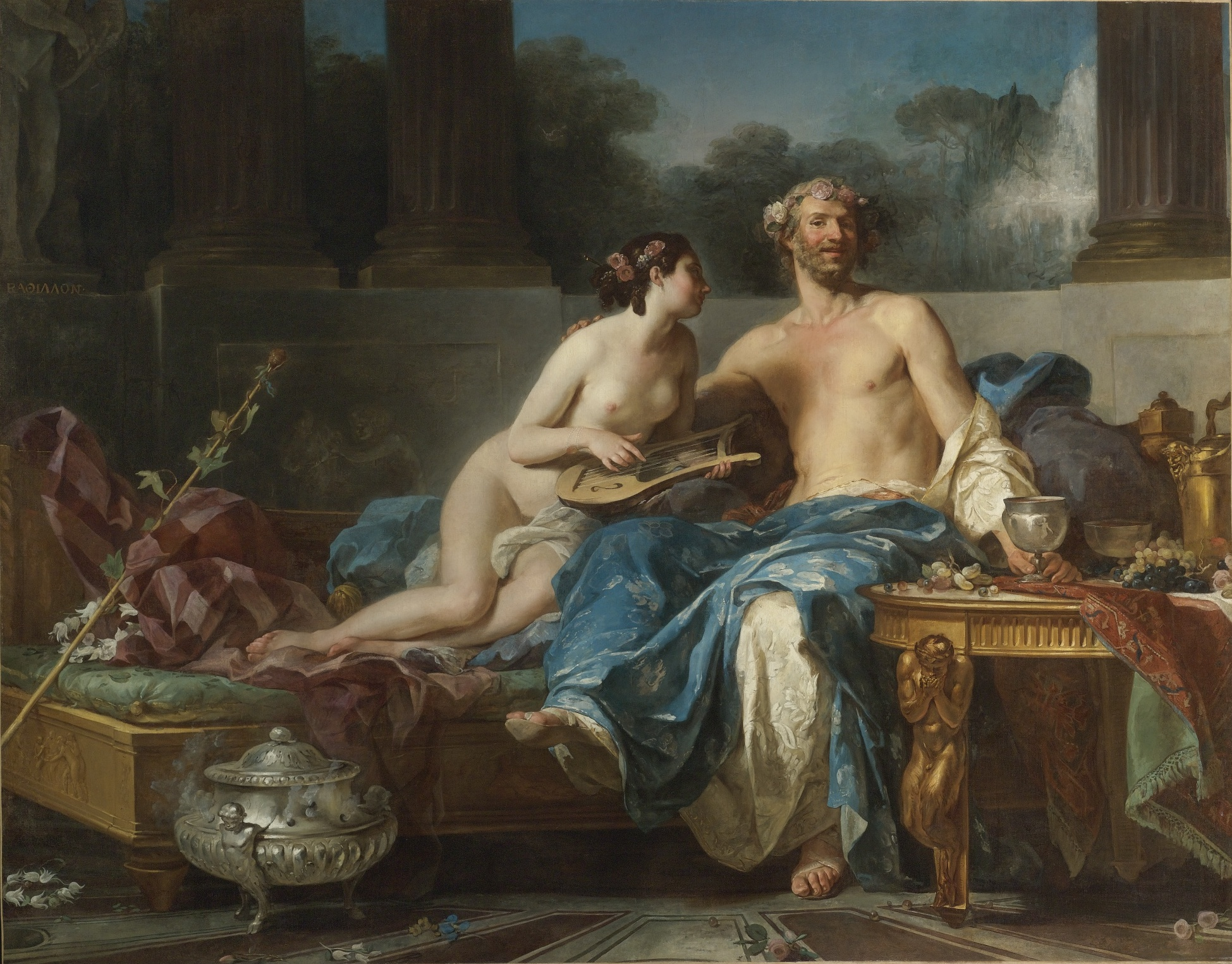
I piaceri di Anacreonte
Il sonno, Cleveland, Cleveland Museum of Art